# Claude-Nicolas Le Cat
Claude-Nicolas Le Cat, né le 6 septembre 1700 à Blérancourt et mort le 20 août 1768 à Rouen, est un naturaliste et chirurgien français.

## Biographie
Fils et petit-fils de chirurgien, il poursuit ses études à Paris en 1726 et devient en 1728 chirurgien-médecin de l'archevêque de Rouen, Louis de Tressan. En 1731, il devient chirurgien en chef de l'Hôtel-Dieu de Rouen et commence en 1734 à enseigner l'anatomie et reçoit en 1738 le titre de professeur et démonstrateur royal en anatomie et chirurgie.
En 1744 il fonde l'Académie de Rouen. C'est en son sein qu'émerge, derrière Claude-Nicolas Le Cat, des positions esclavagistes au sein des élites locales. À cette époque, les ports normands sont fortement impliquées dans la traite négrière. Le docteur Le Cat expose notamment ses conceptions justifiant l’esclavage dans le Traité de la couleur de la peau humaine en général, de celle des negres en particulier et de la métamorphose d'une de ces couleurs en l'autre, soit de naissance, soit accidentelleme. 
On lui doit plusieurs études d'urologie. Il fut un des premiers à pratiquer l'extraction chirurgicale des calculs de la vessie (1732), inventa ou perfectionna des instruments comme l'uréthrotome, le lithotome ou surtout, le gorgeret cystotome dilatateur et fut le premier à extirper un polype de la vessie à travers l'urètre dilaté. 
Il fut aussi l'inventeur du premier appareil auditif en 1757.
Il accueille Jacques Bacheley et lui demande de graver ses planches anatomiques. Bacheley réalise également trois vues de Rouen destinées à orner un ouvrage de Le Cat sur la météorologie de la cité normande, finalement resté manuscrit.
Il collabore aux Affiches et avis de la Haute et Basse Normandie d'Étienne-Vincent Machuel.

## Publications
- Traité des sens, Paris, 1744 (lire en ligne).
- Remarques sur les mémoires de l'Académie de chirurgie, 1745.
- Pièces concernant l'opération de la taille, 1753.
- Sur les Pansemens rares ou fréquens, 1753.
- Sur les playes faites par Armes à feu, 1753.
- Éloge de M. de Fontenelle, 1759.
- Traité de l'existence, Paris, 1765 (lire en ligne).
- Traité de la couleur de la peau humaine, Paris, 1765 (lire en ligne).
- Cours abrégé d'ostéologie, Paris, 1768 (lire en ligne).
- Œuvres physiologiques, 1768.